# Steganogaster silvicola
Steganogaster silvicola är en stekelart som beskrevs av John S. Noyes och Valentine 1989. Steganogaster silvicola ingår i släktet Steganogaster och familjen dvärgsteklar. Inga underarter finns listade i Catalogue of Life.